# پاتریک ویدیرا
پاتریک ویدیرا (انگلیسی: Patrick Videira؛ زادهٔ ۲۶ آوریل ۱۹۷۷) بازیکن فوتبال است.